# Sjoerd Bax
Sjoerd Bax (* 6. Januar 1996 in Gorinchem) ist ein niederländischer Radrennfahrer.

## Sportlicher Werdegang
Mit dem Wechsel in die U23 wurde Bax 2015 Mitglied im Rabobank Development Team, für das er zwei Jahre fuhr. Nach dessen Auflösung kam er in der Saison 2017 zum UCI Continental Team Delta Cycling Rotterdam. Seinen ersten Erfolg bei einem UCI-Rennen erzielte er 2018 mit einem Etappensieg bei der Olympia’s Tour.
Als Elitefahrer wechselte er zur Saison 2019 zum Continental Team Metec-Solarwatt p/b Mantel. Mit Etappengewinnen bei der Rhône-Alpes Isère Tour 2019 und der Tour de la Mirabelle 2021 konnte er weitere Erfolge für sich verzeichnen. Sein bisher bester Auftritt war die Teilnahme an der Alpes Isère Tour 2021, bei der er zwei Etappen sowie die Gesamt- und die Punktewertung für sich entschied. Bei den nationalen Meisterschaften wurde er Vizemeister im Straßenrennen der Elite. 
Im August 2021 wurde bekannt, dass Bax zur Saison 2022 einen Profi-Vertrag beim UCI WorldTeam Qhubeka NextHash erhält. Aufgrund des Fehlens eines Hauptsponsors bei Qhubeka NextHash erteilte das Team allen Fahrern eine Freigabe, so dass Bax letztendlich für ein Jahr Mitglied im Team Alpecin-Fenix wurde. Bei der Coppa Agostoni 2022 erzielte er seinen ersten Sieg als Rad-Profi, als er den Sprint der Spitzengruppe gewann.
Zur Saison 2023 wurde Bax Mitglied im UAE Team Emirates, wo er vorrangig für Helferaufgaben eingesetzt wurde. Den einzigen Sieg für sein Team erzielte bei der Trofeo Matteotti 2023, die er im Sprint einer größeren Gruppe für sich entschied. Nach zwei Jahren im Team UAE entschied er sich gegen die angebotene Vertragsverlängerung und für einen Wechsel zum Q36.5 Pro Cycling Team, wo er mehr Freiheiten für das Erreichen eigener sportlicher Ziele erhielt.

## Erfolge
2014
- Niederländischer Meister – Zeitfahren (Junioren)

2015
- Nachwuchswertung Triptyque des Monts et Châteaux

2018
- eine Etappe Olympia’s Tour

2019
- eine Etappe und Punktewertung Rhône-Alpes Isère Tour

2021
- eine Etappe Tour de la Mirabelle
- Gesamtwertung, zwei Etappen und Punktewertung Alpes Isère Tour

2022
- Coppa Agostoni
- eine Etappe Tour de Langkawi

2023
- Trofeo Matteotti